# بروجا (طعام)
البروجا Proja ( السيريلية : Проја، تلفظ [ˈprǒːja] ) هو طبق طعام صربي مصنوع من دقيق الذرة ومسحوق الخبز وزيت عباد الشمس والماء الفوار والملح. Proya هو اسم بديل يستخدم في البوسنة والهرسك.
كان طبق بروجا شائع في أوقات انتشار الفقر، معظمها قبل الخمسينيات من القرن الماضي، ولا تزال وجبة يومية شائعة. غالبًا ما يتم الخلط بينه وبين بروجارا projara، وهو نوع أكثر فخامة إلى حد ما من البروجا ، والذي يتضمن المكونات الإضافية الطحين والبيض والزبادي .

## صور

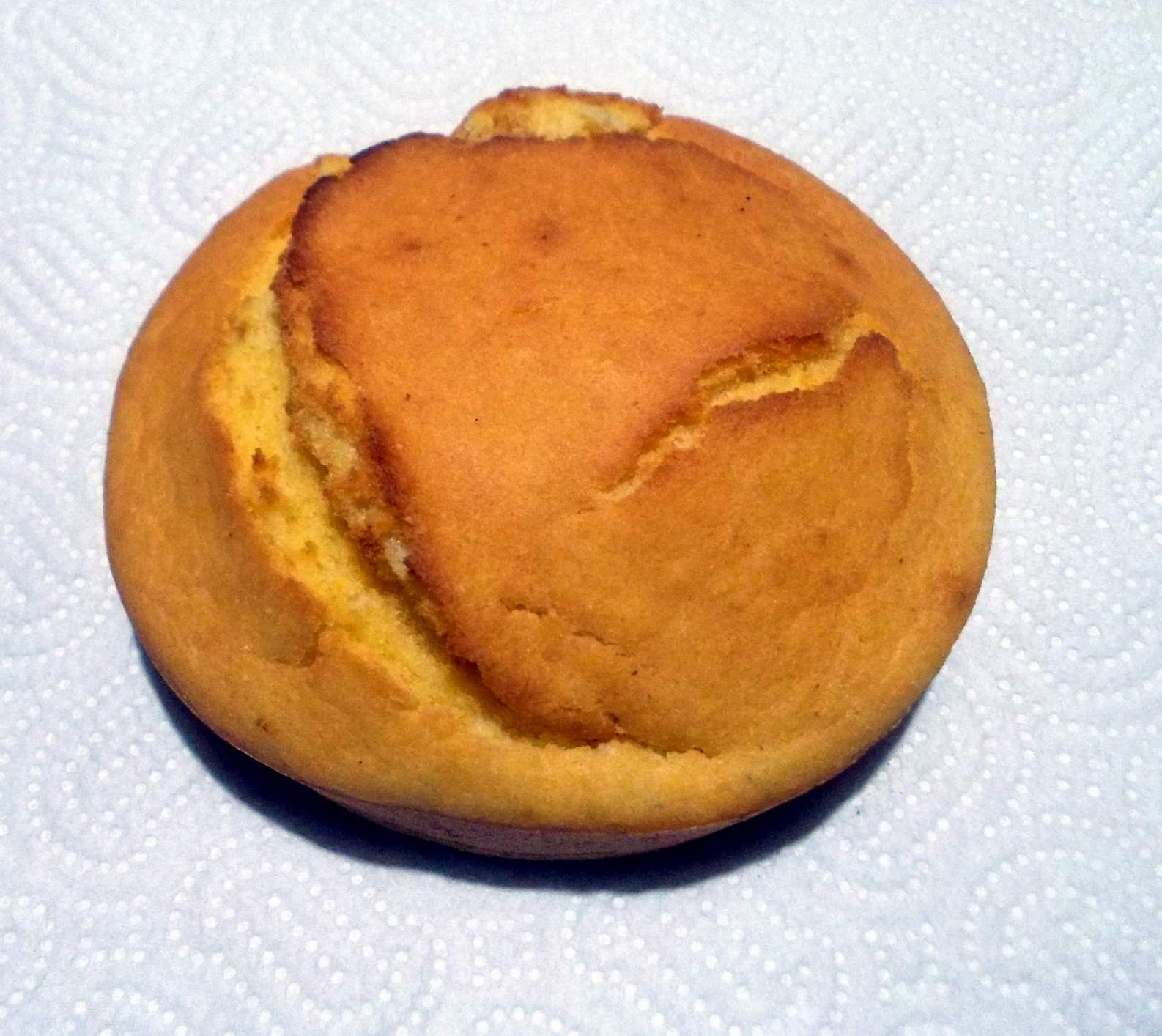
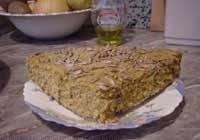
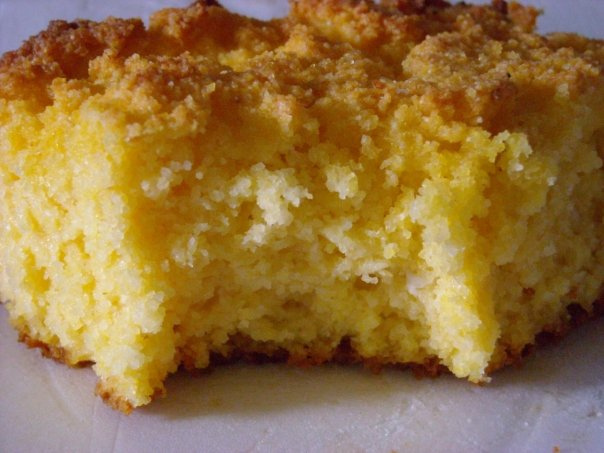
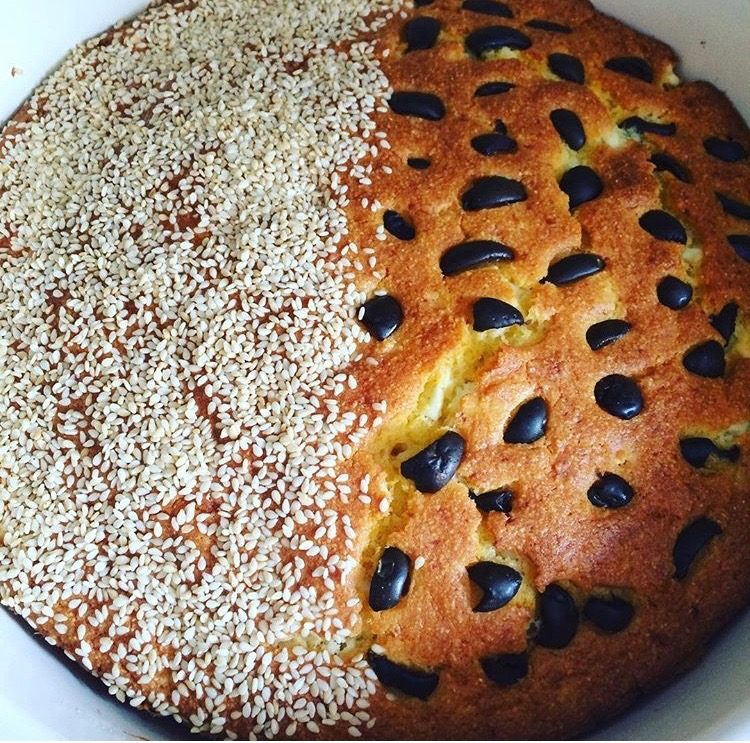
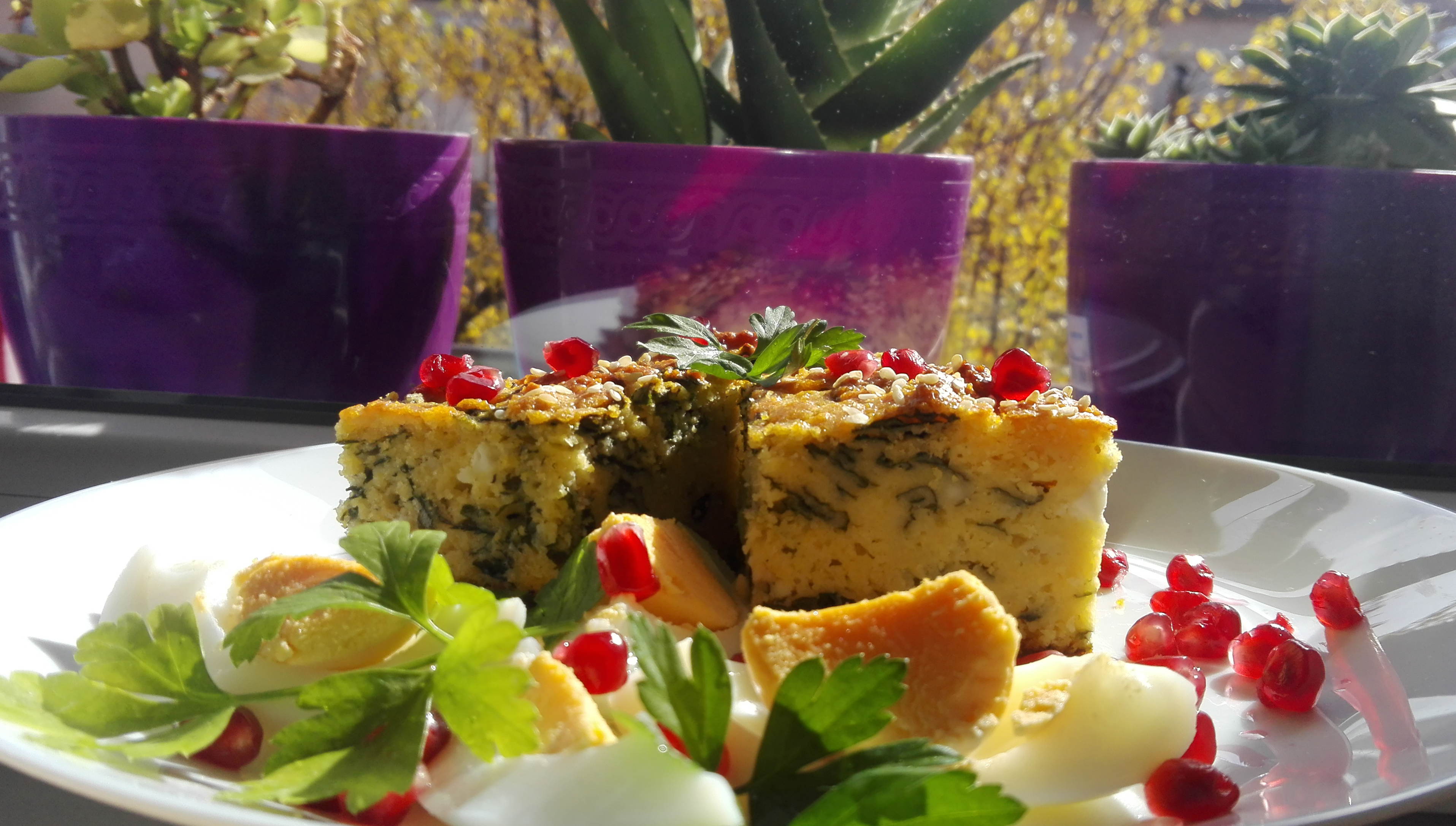

## الاعداد
يتم خلط المكونات معًا، ثم خبزها في مقلى مدهونة (يجب أن تكون 5 سم) حتى تصل ذهبي. يفضل تقديم البروجا مع القيمر والكريمة الحامضة .

## أنظر أيضا
- قائمة الخبز السريع
- بوريك
- الكاكاماك

## روابط خارجية
- مكونات البروجا